# Desprez öppning
Den här artikeln använder algebraisk schacknotation för att beskriva schackdragen.
Desprez öppning, även känd som Kadas öppning, Anti-borgöppningen, samurajöppningen och Reagans attack, är en ovanlig schacköppning som definieras av draget:
1. h4